# Suzi Gabliková
Suzi Gabliková (26. září 1934 New York – 7. května 2022) byla americká umělkyně, spisovatelka a kritička. Působila rovněž jako profesorka dějin výtvarného umění na několika univerzitách. Žila v Blacksburgu ve Virginii.

## Mládí a vzdělání
Gabliková se narodila Anthony J. Gablikovi a Geraldine Schwarz-Gablikové v roce 1934 v New Yorku. Po studiu v Black Mountain College v Asheville v Severní Karolíně se zapsala do Hunter College City University of New York, kde byla žákyní Roberta Motherwella. Titul bakalář umění obdržela v roce 1955. Jako odměnu za dokončení studia obdržela od rodičů finanční prostředky na cestu do Evropy. Po návratu se ale kvůli milostnému vztahu s rodiči rozešla a byla nucena opatřit si vlastní zdroje k živobytí. V té době jí Dollie Chareau, vdova po architektovi a designérovi Pierre Chareauovi (1883–1950) umožnila bydlet v jeho ateliéru. Gabliková začala pracovat jako asistentka u německo-amerického knihkupce a vydavatele George Wittenborna (1905–1974). Witteborn obchodoval s knihami o umění a vydával malotirážní publikace. Zde začala poprvé publikovat články o dějinách umění.

## Historička umění
Gabliková psala do časopisů Art in America (byla patnáct let jeho londýnskou korespondentkou), The Times Literary Supplement a The New Criterion. Její první knížka z roku 1970 se jmenovala Pop Art Redefined, kterou napsala společně s anglickým historikem umění Johnem Russelem (1919–2008). Sama dále napsala knihy Progress in Art (1977), Has Modernism Failed? (1982, vyšla rovněž v českém překladu), The Reenchantment of Art (1992), Conversations Before the End of Time (1995) a Living the Magical Life: An Oracular Adventure (2002). Ve stejném roce jako její prvotina vyšla Gablikové monografie Magritte. Gabliková ji psala, když po určitou dobu pobývala u Magrittových.
Ve své knížce The Reenchantment of Art vyjádřila rozčarování "z chorobného a utlačujícího konzumního rámce, v němž tvoříme". Zastávala zde názor, že jen opětovné spojení s prapůvodními rituály umožní návrat duše do umění. Místo tradičních forem náboženství však Gabliková hledala východisko v tvorbě umělců, kteří podle jejího názoru vybočovali ze zaběhnutého systému. V této souvislosti vyzdvihla díla tvůrců a publicistů jako jsou Frank Gohlke (* 1942), Gilah Yelin Hirsch (* 1944), Nancy Holt (1938–2014), Dominique Mazeaud (* 1941), Fern Shaffer (1944), Otello Anderson (1949–2018), Starhawk, James Turrell (* 1943) a Mierle Laderman Ukeles (* 1939). Jejich tvorbě se věnovala i v pozdější publikační činnosti. Kromě odborných studií vyšly Gablikové rozhovory s dalšími umělci, kritiky či filosofy, např. s Richardem Shustermanem (* 1949). Psala také eseje a úvody do katalogů výstav, jichž byla kurátorkou. Její písemnosti jsou uloženy v Archives of American Art v rámci Smithsonova institutu.

## Pedagožka
Gabliková přednášela na Virginia Commonwealth University's School of the Arts v Richmondu, Washington and Lee University rovněž ve Virginii a mnoha dalších vysokých školách. V letech 1976–1979 se účastnila přednáškových zájezdů americké USIA (Vládní informační agentury Spojených států) v Indii, Maďarsku, Pákistánu a zemích jižní Asie. Na podzim 1986 vystoupila na sympoziu v Mountain Lake na téma: Postmodernismus a otázka smyslu: za nový spiritualismus.

## Výtvarnice
Gabliková se rovněž řadí mezi výtvarné umělce. Její práce jsou součástí sbírky Smithsonian American Art Museum a Black Mountain College Museum v Asheville v Severní Karolíně. Vystavovala rovněž v Muzeu moderního umění v New Yorku. V roce 2003 obdržela Gabliková od Ženského výboru pro umění, newyorské neziskové organizace, vyznamenání za mimořádné výsledky v oblasti vizuálního umění.

## V soukromí
Po absolutoriu prožila krátký vztah s Harrym Torczynerem. Zemřela 7. května 2022 ve svém domě v Blacksburgu ve Virginii. Bylo jí 87 let, dlouho se potýkala s vážnými zdravotními obtížemi, zemřela na blíže nespecifikovanou nemoc.